# Doddabyranakuppe, Heggadadevankote
Doddabyranakuppe là một làng thuộc tehsil Heggadadevankote, huyện Mysore, bang Karnataka, Ấn Độ.